# ルイス郡 (アイダホ州)
ルイス郡 (ルイスぐん、英: Lewis County) はアメリカ合衆国アイダホ州に位置する郡である。2000年現在の国勢調査で、人口は3,747人である。この郡の郡庁所在地はネズパースである。

## 地理
アメリカ合衆国統計局によると、この郡は総面積1,243 km2 (480 mi2) である。このうち1,241 km2 (479 mi2) が陸地で2 km2 (1 mi2) が水地域である。総面積の0.16%が水地域となっている。

## 人口動勢

ルイス郡の人口ピラミッド（2000年）

2000年現在の国勢調査で、この郡は人口3,747人、1,554世帯、及び1,050家族が暮らしている。人口密度は3/km2 (8/mi2) である。1/km2 (4/mi2) の平均的な密度に1,795軒の住宅が建っている。この郡の人種的な構成は白人92.21%、アフリカン・アメリカン0.35%、先住民3.84%、アジア0.43%、太平洋諸島系0.08%、その他の人種0.93%、及び混血2.16%である。ここの人口の1.89%はヒスパニックまたはラテン系である。
この郡内の住民は25.40%が18歳未満の未成年、18歳以上24歳以下が5.30%、25歳以上44歳以下が23.80%、45歳以上64歳以下が27.10%、及び65歳以上が18.50%にわたっている。中央値年齢は42歳である。女性100人ごとに対して男性は101.90人である。18歳以上の女性100人ごとに対して男性は98.20人である。
この郡の世帯ごとの平均的な収入は31,413米ドルであり、家族ごとの平均的な収入は37,336米ドルである。男性は31,021米ドルに対して女性は22,538米ドルの平均的な収入がある。この郡の一人当たりの収入 (per capita income) は15,942米ドルである。人口の12.00%及び家族の8.70%は貧困線以下である。全人口のうち18歳未満の12.90%及び65歳以上の9.00%は貧困線以下の生活を送っている。

## 都市及び町
- Craigmont
- Kamiah
- ネズパース (Nezperce)
- Reubens
- ウィンチェスター (Winchester)